# Red Sea Football Club
Il Red Sea Football Club è una società calcistica con sede ad Asmara in Eritrea.
Milita nella massima serie calcistica eritrea.

## Palmarès

### Competizioni nazionali
- Campionato eritreo: 13

1995, 1997-1998, 1998-1999, 1999-2000, 2001-2002, 2004-2005, 2009, 2010, 2011, 2012, 2013, 2014, 2019

### Altri piazzamenti
- Campionato eritreo:

Secondo posto: 2006
Terzo posto: 1996-1997, 2008

## Partecipazione a competizioni CAF
- CAF Champions League: 5 partecipazioni

1999 - turno preliminare
2000 - turno preliminare
2001 - primo turno
2003 - turno preliminare
2006 - turno preliminare